# Harold Kitching
Harold Edward Kitching (Great Ayton, 31 agosto 1885 – Great Ayton, 18 agosto 1980) è stato un canottiere britannico.
Ha vinto la medaglia di bronzo olimpica nel canottaggio alle Olimpiadi 1908 tenutesi a Londra, nella gara di Otto maschile con Frank Jerwood, Eric Powell, Oswald Carver, Edward Williams, Henry Goldsmith, John Burn, Douglas Stuart e Richard Boyle, a pari merito con la squadra canadese.